# Somatolophia umbripennis
Somatolophia umbripennis är en fjärilsart som beskrevs av George Duryea Hulst 1896. Somatolophia umbripennis ingår i släktet Somatolophia och familjen mätare. Inga underarter finns listade i Catalogue of Life.